# Mosquée Şehzade Mehmet
La mosquée Şehzade (Şehzade Camii, en turc) ou mosquée du prince Mehmet est une mosquée impériale ottomane, située dans le quartier Şehzadebaşı (entre Beyazıt et Zeyrek, municipalité de Fatih) sur la troisième colline d'Istanbul en Turquie.

## Histoire
La mosquée est construite sur l'ordre du sultan Soliman le Magnifique, à la mémoire de son fils aîné, le prince Mehmet, décédé à l'âge de vingt et un ans en 1543. La cause de sa mort n'est pas connue avec certitude. Œuvre de l'architecte impérial Sinan, la mosquée est considérée par les historiens de l'architecture comme son premier chef-d'œuvre de style ottoman. Elle est achevée en 1548.

## Architecture

### Extérieur
La salle de prière est précédée d'une cour à colonnade (avlu) d'égale superficie. La cour est bordée par un portique couronné de cinq coupoles ajourées de chaque côté et comporte des arches dont la structure comporte une alternance de marbre rose et blanc. Au centre de la cour se trouve la fontaine aux ablutions (şadırvan) ajoutée par le sultan Murad IV. Les deux minarets possèdent des bas-reliefs au décor élaboré fait de sculptures géométriques et d'incrustations de terre cuite.
La salle de prière possède un plan carré. Elle est couronnée d'une coupole centrale flanquée de quatre demi-couples. La coupole principale, dont le diamètre est de 19 mètres et qui culmine à 37 mètres de hauteur, est soutenue par quatre piliers. C'est la première fois que l'architecte utilise la technique consistant à masquer les contreforts extérieurs par des galeries à colonnades sur toute la longueur des façades nord et sud.

### Intérieur

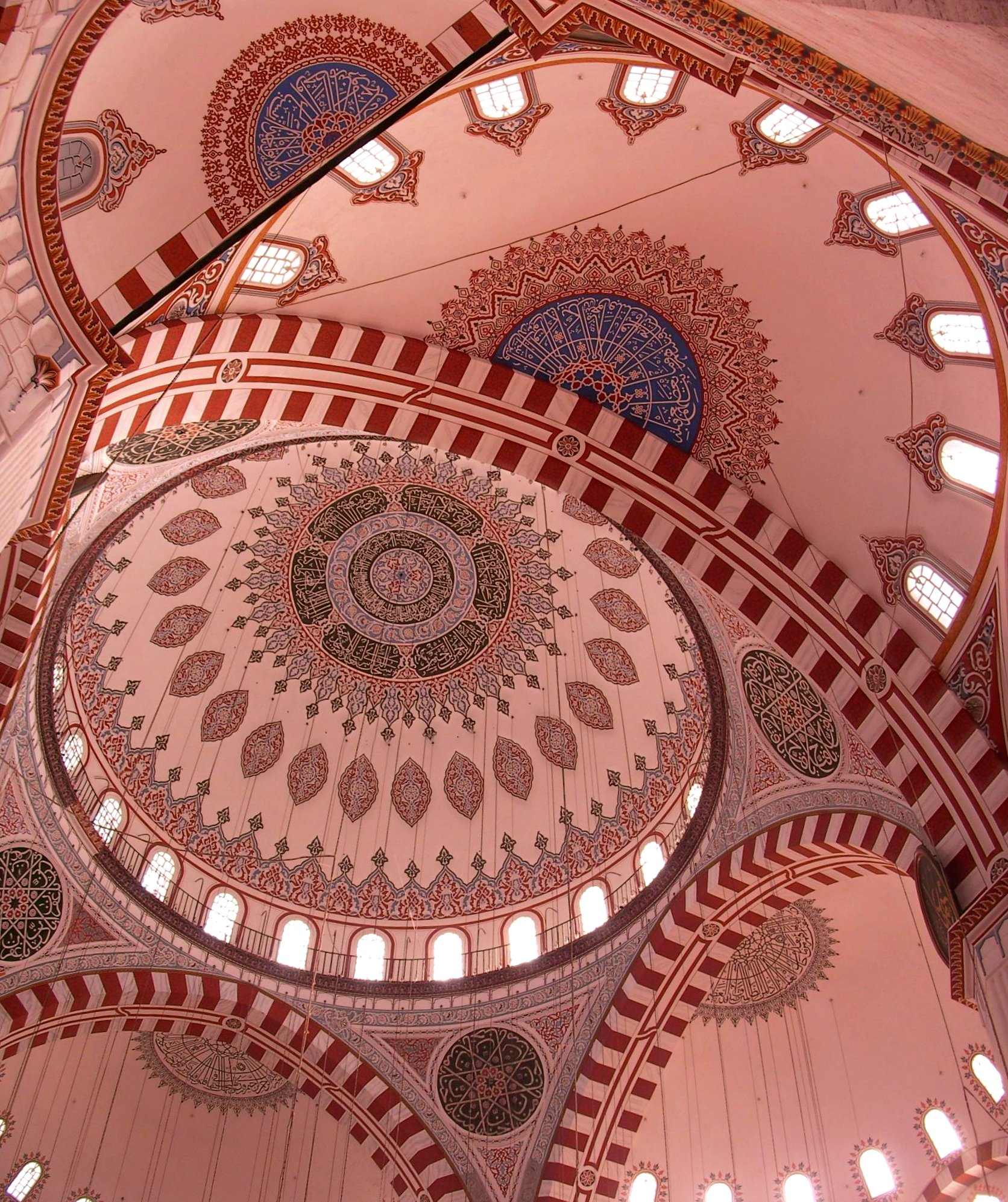
La coupole

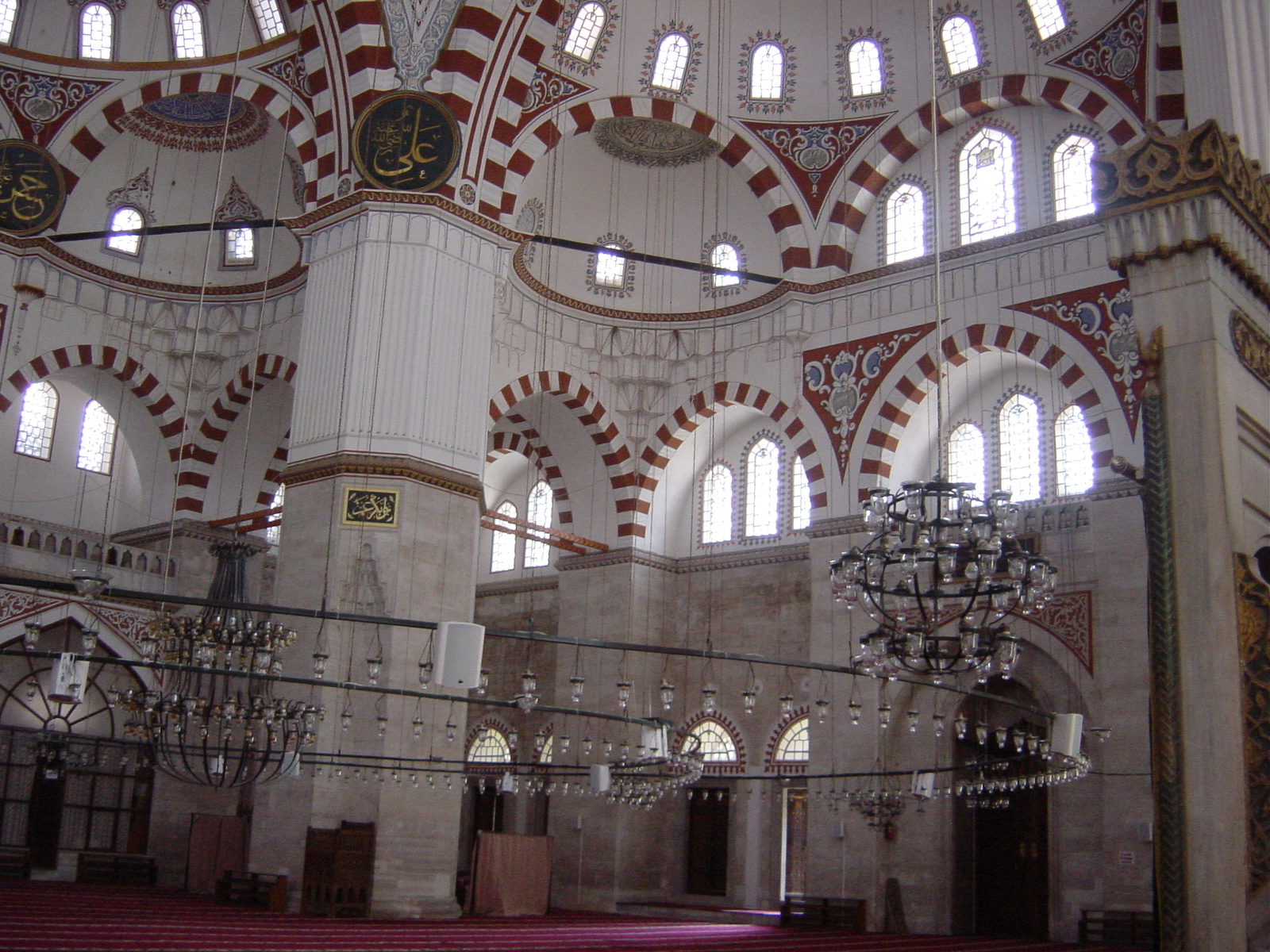
Intérieur

Le plan intérieur symétrique en forme de trèfle à quatre feuilles possède une aire centrale carrée, délimitée par les quatre piliers qui soutiennent la coupole, dont le volume est agrandi par quatre semi-coupoles latérales. Mais cette technique isole les quatre piliers et n'est pas encore parfaite. L'architecte Sinan ne la répètera pas dans ses constructions suivantes. Sans galerie, l'intérieur possède un décor très simple.

### Le complexe
Comme les autres mosquées impériales, celle du prince Mehmet fait partie d'un ensemble de bâtiments formant un tout (külliye). Situé entre les deux autres complexes de Fatih et Bayezid, l'ensemble comporte, outre la mosquée, un mausolée (türbe) abritant la sépulture du prince Mehmet, deux écoles coraniques, une cuisine publique (imaret) servant de la nourriture aux pauvres et un caravansérail. 
La mosquée et sa cour sont closes par un mur les séparant du reste des bâtiments.

### Le mausolée
On reconnaît les mausolées impériaux au fait qu'ils utilisent de grandes quantités de carreaux de faïence d'Iznik. Celui de Mehmet possède une structure octogonale avec un décor de pierres polychromes, des fenêtres aux entourages en terre cuite, des arcades et un porche dont l'appareil est en opus sectile. Les deux couples qui surmontent le mausolée sont cannelées. L'inscription en perse au-dessus de la porte semble vouloir indiquer que l'intérieur du mausolée ressemble au paradis. L'intérieur est intégralement recouvert de très rares faïences d'Iznik de couleur vert-pomme et jaune-citron. Les ouvertures sont occupées par des vitraux. La tombe est surmontée d'un baldaquin en forme de noix. Outre celle de Mehmet, le mausolée accueille les sépultures de son frère Cihangir et de sa fille Humasah.
Sur l'arrière du mausolée se trouve celui du grand vizir Rüstem Pacha, gendre de Soliman le Magnifique, également construit par l'architecte Sinan. Comme à la mosquée de Rüstem Pacha, on a utilisé ici une très grande quantité de faïence d'Iznik. À proximité de l'entrée du complexe se trouve le mausolée du grand vizir Damat Ibrahim Pacha, gendre de Murad III, mort en 1601. Ce mausolée est l'œuvre de Dalgic Ahmed Cavus mais possède, comme celui de Sinan, une décoration de faïences.